# Zahvaljujući velikanima
Zahvaljujući velikanima (lat. nanos gigantium humeris insidentes) zapadnjačka je metafora koja se rabi za svakoga tko vlastita intelektualna ostvarenja gradi na istraživanjima i radu priznatih istraživača prošlosti. Također se rabi i oblik stajanje na ramenima divova.
Jedan od najistaknutijih korisnika tog izraza bio je Isaac Newton, koji je u pismu svome suparniku Robertu Hookeu od 5. veljače 1676. izjavio:
»To što je Descartes činio bio je dobar korak. Vi ste dodali nekoliko drugih mogućnosti, a pogotovo uzevši u filozofski obzir boje tankih ploča. Ako sam ja vidio nešto više [od Vas i Descartesa] bilo je to zahvaljujući velikanima.«
To je bilo protumačeno kao sarkastična primjedba usmjerena protiv Hookea. Hooke i Newton razmijenili su mnoga pisma međusobnog poštovanja, no kad je Hooke kritizirao neka od Newtonovih ideja u optici, Newton se toliko uvrijedio da se povukao iz javne rasprave. Ostali su neprijatelji do Hookeove smrti.
Friedrich Nietzsche kritizirao je taj izraz u svom djelu Tako je govorio Zaratustra ustvrdivši kako će patuljak velika djela giganata svesti na svoju nisku razinu. Na drugome mjestu Nietzsche tvrdi kako je sve samo stvoreno od malog broja velikana čovječanstva, koji se dovikuju kroz vjekove.[nedostaje izvor]